# Liste der Inseln Namibias
Dies ist eine Liste der Inseln Namibias. Namibia verfügt über einige sehr kleine Inseln im Atlantik und einige Flussinseln.

## Flussinseln
| Insel                                               | Inselgruppe | Gewässer | Max. Ausdehnung (Fläche)         | Region  | Art         | Anmerkung                                  | Koordinaten          | Foto            |
| --------------------------------------------------- | ----------- | -------- | -------------------------------- | ------- | ----------- | ------------------------------------------ | -------------------- | --------------- |
| Impalila Island (Mpalela)                           |             | Sambesi  | 11.000 × 4.000 Meter (17,88 km²) | Sambesi | Flussinsel  | größte Insel Namibias                      | 17° 47′ S, 25° 13′ O | Impalila Island |
| Isolionke Island (Kalimbeza)                        |             | Sambesi  |                                  | Sambesi | Flussinseln |                                            | 17° 31′ S, 24° 30′ O |                 |
| Kakomwe Island                                      |             | Sambesi  |                                  | Sambesi | Flussinseln |                                            |                      |                 |
| Kachila Island                                      |             | Sambesi  |                                  | Sambesi | Flussinseln |                                            |                      |                 |
| Kakumba Island und kleine Nebeninsel                |             | Sambesi  | 1800 × 500 Meter (0,52 km²)      | Sambesi | Flussinsel  | Vierländereck                              | 17° 47′ S, 25° 15′ O |                 |
| Kasuntula Island (Kazungula?) und kleine Nebeninsel |             | Sambesi  |                                  | Sambesi | Flussinseln |                                            |                      |                 |
| Katoya-ka-Musisanyane                               |             | Sambesi  |                                  | Sambesi | Flussinseln |                                            |                      |                 |
| Likunganeno Island                                  |             | Sambesi  |                                  | Sambesi | Flussinseln |                                            |                      |                 |
| Lupala Island (Rupara Island)                       |             | Kwando   |                                  | Sambesi | Flussinsel  | nur zur Trockenzeit; Überschwemmungsgebiet | 18° 20′ S, 23° 40′ O |                 |
| Mabala Island                                       |             | Sambesi  |                                  | Sambesi | Flussinseln |                                            |                      |                 |
| Nalongo Island (Ngolongo)                           |             | Sambesi  |                                  | Sambesi | Flussinseln |                                            |                      |                 |
| Namwi Island                                        |             | Sambesi  |                                  | Sambesi | Flussinseln |                                            |                      |                 |
| Nantungu Island                                     |             | Sambesi  |                                  | Sambesi | Flussinseln |                                            |                      |                 |
| Nkasa Island                                        |             | Kwando   |                                  | Sambesi | Flussinsel  | nur zur Trockenzeit; Überschwemmungsgebiet | 18° 25′ S, 23° 37′ O |                 |
| Ntwala Island                                       |             | Sambesi  | 680 × 150 Meter (?? km²)         | Sambesi | Flussinseln |                                            | 17° 45′ S, 25° 10′ O |                 |
| Samasikili Island                                   |             | Sambesi  |                                  | Sambesi | Flussinseln |                                            |                      |                 |
| Sikachila Island (Matabele) und kleine Nebeninsel   |             | Sambesi  |                                  | Sambesi | Flussinseln |                                            |                      |                 |

### Ehemalige Flussinseln
| Insel                    | Inselgruppe | Gewässer | Max. Ausdehnung (Fläche) | Region                | Art        | Anmerkung                  | Koordinaten         | Foto            |
| ------------------------ | ----------- | -------- | ------------------------ | --------------------- | ---------- | -------------------------- | ------------------- | --------------- |
| Kasikili Island (Sedudu) |             | Kwando   | (5 km²)                  | seit 1992 zu Botswana | Flussinsel | bis 1992 umstrittene Insel | 17° 49′ S, 25° 8′ O | Kasikili Island |

## Meeresinseln, Inselchen und Felsen

### Inseln
Die Inseln im Atlantik werden im Rahmen des Meob-Chamais Meeresschutzgebietes (mit Ausnahme von Flamingo Island) vom Namibian Coast Conservation and Management Project (NACOMA) verwaltet und überwacht. Diese handeln im Auftrag des Ministeriums für Fischerei und Meeresressourcen und des Ministeriums für Umwelt und Tourismus. Die Definition von Inseln und Felsen bzw. Kleinstinseln basieren auf den Angaben von NACOMA.
| Insel                                            | Inselgruppe     | Gewässer | Max. Ausdehnung (Fläche)    | Region           | Art              | Anmerkung         | Koordinaten          | Foto           |
| ------------------------------------------------ | --------------- | -------- | --------------------------- | ---------------- | ---------------- | ----------------- | -------------------- | -------------- |
| Flamingo Island                                  | Penguin Islands | Atlantik | 320 × 120 Meter (0,04 km²)  | ǁKharasKlicklaut | Unbewohnte Insel | früher Guanoabbau | 26° 35′ S, 15° 10′ O |                |
| Halifax Island                                   | Penguin Islands | Atlantik | 470 × 400 Meter (0,10 km²)  | ǁKharas          | Unbewohnte Insel | früher Guanoabbau | 26° 39′ S, 15° 5′ O  | Halifax Island |
| Hollamsbird Island                               | Penguin Islands | Atlantik | 110 × 90 Meter (0,01 km²)   | Hardap           | Unbewohnte Insel | früher Guanoabbau | 24° 38′ S, 14° 32′ O |                |
| Ichaboe Island inklusive „Little Ichaboe Island“ | Penguin Islands | Atlantik | 425 × 200 Meter (0,065 km²) | ǁKharas          | Unbewohnte Insel | früher Guanoabbau | 26° 17′ S, 14° 56′ O | Ichaboe Island |
| Mercury Island                                   | Penguin Islands | Atlantik | 550 × 120 Meter (0,03 km²)  | ǁKharas          | Unbewohnte Insel | früher Guanoabbau | 25° 43′ S, 14° 50′ O | Mercury Island |
| Penguin Island                                   | Penguin Islands | Atlantik | 1200 × 500 Meter (0,4 km²)  | ǁKharas          | Unbewohnte Insel | früher Guanoabbau | 26° 37′ S, 15° 9′ O  |                |
| Plumpudding Island                               | Penguin Islands | Atlantik | 150 × 100 Meter (0,015 km²) | ǁKharas          | Unbewohnte Insel | früher Guanoabbau | 27° 39′ S, 15° 31′ O |                |
| Pomona Island                                    | Penguin Islands | Atlantik | 320 × 100 Meter (0,03 km²)  | ǁKharas          | Unbewohnte Insel |                   | 27° 12′ S, 15° 15′ O |                |
| Possession Island inklusive „North Reef“         | Penguin Islands | Atlantik | 4000 × 700 Meter (0,97 km²) | ǁKharas          | Unbewohnte Insel |                   | 27° 1′ S, 15° 12′ O  |                |
| Seal Island                                      | Penguin Islands | Atlantik | 1300 × 540 Meter (0,44 km²) | ǁKharas          | Unbewohnte Insel |                   | 26° 36′ S, 15° 9′ O  | Seal Island    |
| Sinclair Island                                  | Penguin Islands | Atlantik | 343 × 125 Meter (0,04 km²)  | ǁKharas          | Unbewohnte Insel | früher Guanoabbau | 27° 40′ S, 15° 31′ O |                |

### Inselchen und Felsen
Die nachstehenden Inseln sind nur wenige Quadratmeter groß bzw. es handelt sich um zeitweilig überspülte Felsen. Alle liegen im Atlantik und gehören zu den Penguin Islands.
- Albatross Rock (Prinzenbucht) (27° 7′ S, 15° 14′ O)
- Boat Bay Rocks (Boat Bay) (26° 25′ S, 15° 5′ O)
- Danger Point Rock (Danger Point) (26° 15′ S, 14° 57′ O)
- Dumfudgeon Rocks (Boat Bay) (26° 30′ S, 15° 7′ O)
- Ladies Rocks Norden/Süden (Abenteuerbucht) (26° 52′ S, 15° 9′ O)
- Marshall Rocks (Boat Bay) (26° 21′ S, 14° 58′ O)
- Neglectus Islet (Hottentot Bay) (26° 8′ S, 14° 57′ O)
- North Long Island (Wolfsbucht und Atlasbucht) (26° 49′ S, 15° 8′ O)
- South Long Island (Wolfsbucht und Atlasbucht) (26° 50′ S, 15° 8′ O)
- Staple Rocks (Boat Bay) (26° 21′ S, 14° 59′ O)

Die nachstehenden Inselchen und Felsen sind kein Bestandteil vom Meob-Chamais Meeresschutzgebiet:
- Black Rock
- Black Sophie Rock
- Gallovidea Reef
- Little Roastbeef Islets

### Halbinseln und künstliche Inseln
| Insel         | Inselgruppe     | Gewässer | Max. Ausdehnung (Fläche)        | Region | Art              | Anmerkung                    | Koordinaten                 | Foto          |
| ------------- | --------------- | -------- | ------------------------------- | ------ | ---------------- | ---------------------------- | --------------------------- | ------------- |
| Bird Island   |                 | Atlantik | 210 × 90 Meter (0,6–1,7 Hektar) | Erongo | Künstliche Insel | Plattform für den Guanoabbau | 22° 53′ S, 14° 32′ O        | Bird Island   |
| Shark Island  | Penguin Islands | Atlantik | 1600 × 330 Meter (0,4 km²)      | ǁKaras | Halbinsel        |                              | 26° 38′ 12″ S, 15° 9′ 8″ O  | Shark Island  |
| Pelican Point |                 | Atlantik | 28000 × 3000 Meter (28 km²)     | ǁKaras | Halbinsel        |                              | 22° 53′ 43″ S, 14° 26′ 7″ O | Pelican Point |